# Динамическая геометрия
Динамической геометрией часто называют программные среды, которые позволяют делать геометрические построения на компьютере таким образом, что при движении исходных объектов весь чертёж сохраняется. Активно используется в образовании.
Поясним идею, лежащую в основе такого рода программ. Грубо говоря, любой геометрический чертеж получается в результате применения к некоторым данным — точкам, линиям, числовым параметрам (таким, как длина отрезка или величина угла) некоторой последовательности построений — в простейшем случае, классических построений циркулем и линейкой. Другими словами, это результат применения к данным некоторого алгоритма построения, использующего определенный набор операций. Именно этот чертеж-результат и является продуктом «обычных» систем компьютерной графики в их чисто геометрической ипостаси. В отличие от него, чертеж, созданный в среде динамической геометрии, — это модель, сохраняющая не только результат построения, но и исходные данные и алгоритм. При этом все данные легко доступны для изменения (можно перемещать мышью точки, варьировать данные отрезки, вводить с клавиатуры новые значения числовых данных и т. п.). И результат этих изменений тут же, в динамике, виден на экране компьютера. Добавим к этому расширенный набор инструментов построений (включающий, например, геометрические преобразования), возможности оформления чертежа (стиль линий, цвет), возможность мультипликации — автоматического перемещения точек, и мы получим представление об основных возможностях, предоставляемых типичной средой динамической геометрии (используется также и другой термин — «интерактивная геометрическая система»).

## Список
- GeoGebra
- C.a.R.
- Kig
- KSEG
- Euclidea[1].